# Short Sharp Shock
Short Sharp Shock è un album del gruppo hardcore punk britannico Chaos UK, pubblicato nel 1984 dalla Anagram Records.

## Tracce
Tutte le tracce dei Chaos UK tranne dove indicato.
1. Lawless Britain - 2:19
2. Living in Fear - 2:16
3. Detention Centre - 2:21 (Chaos UK, Farrier)
4. Support - 1:53
5. Control - 3:52
6. Peoplen at the Top - 1:57
7. Global Domination - 3:01
8. No One Seems to Really Care - 1:23
9. Farmyard Stomp (Again) - 8:22

## Formazione[2]
- Chaos UK - basso
- GABBA - chitarra
- Mower - voce